# Rabahi Salim
Rabahi Salim (in arabo سليم رباحي‎?; 27 gennaio 1996) è un judoka algerino.

## Palmarès
- Campionati africani

Tunisi 2016: bronzo nei -60kg;
Tunisi 2018: bronzo nei -60kg;
Città del Capo 2019: bronzo nei -60kg.